# Estadi Monumental de Maturín
L'Estadi Monumental de Maturín és un estadi de futbol de la ciutat de Maturín, Veneçuela.
Va ser inaugurat l'any 2007. És l'estadi més gran de Veneçuela amb una capacitat per a 52.000 espectadors asseguts. És la seu del club Monagas Sport Club.

## Copa América 2007
Va ser una de les seus de la Copa Amèrica de futbol de 2007.
| Data       | Hora  | Equp 1 | Res. | Equp 2   | Ronda           |
| ---------- | ----- | ------ | ---- | -------- | --------------- |
| 2007-07-01 | 16.00 | Brasil | 3-0  | Xile     | Grup B          |
| 2007-07-01 | 18.15 | Mèxic  | 2-1  | Equador  | Grup B          |
| 2007-07-08 | 16.00 | Mèxic  | 6-0  | Paraguai | Quarts de final |